# Taiwo Olayemi Elufioye
Taiwo Olayemi Elufioye es una farmacóloga e investigadora nigeriana. Trabaja como profesora en la Universidad de Ibadan en el departamento de farmacognosia.

## Biografía
Elufioye nació en una familia educada donde su madre era maestra y su padre era administrador en una universidad. Toda su familia, incluidos sus hermanos, han asistido a la universidad.

## Carrera
Recibió una beca de investigación de la Fundación MacArthur para realizar investigaciones sobre varias plantas medicinales nigerianas con el fin de realizar pruebas de compuestos que pueden usarse para contrarrestar enfermedades neurodegenerativas.
En 2014, fue una de las cinco mujeres que ganó los Premios de la Fundación Elsevier para Mujeres Científicas de Carrera Temprana en el Mundo en Desarrollo. Ganó el premio por su trabajo sobre las propiedades farmacológicas de las plantas nigerianas. Su investigación se centra especialmente en los compuestos que podrían usarse para tratar la malaria, heridas, pérdida de la memoria, lepra y cáncer. Los premios de la Fundación Elsevier incluyen $ 5,000 y un viaje con todos los gastos pagos a Chicago para recibir el premio. Cuando ganó el premio, el vicerrector de la Universidad de Ibadan, Isaac Adewole, dijo que los logros de Elufioye "inspirarían a otras mujeres en la ciencia" y que es "un orgullo de Nigeria y del continente africano en general".
Ha publicado en el African Journal of Biomedical Research, Pharmacognosy Research, International Journal of Pharmaceutics, y en el African Journal of Traditional, Complementary and Alternative Medicines.